# Berezneakî, Horol
Berezneakî (în ucraineană Березняки) este o comună în raionul Horol, regiunea Poltava, Ucraina, formată numai din satul de reședință.

## Demografie
Componența lingvistică a comunei Berezneakî
     Ucraineană (98,42%)
     Rusă (1,02%)
     Alte limbi (0,57%)
Conform recensământului din 2001, majoritatea populației comunei Berezneakî era vorbitoare de ucraineană (98,42%), existând în minoritate și vorbitori de rusă (1,02%).